# Vuurtoren van Point Wilson
Point Wilson Light of Point Wilson Lighthouse is een vuurtoren, gebouwd in 1913 door de United States Lighthouse Service, in de Amerikaanse deelstaat Washington. Deze vuurtoren vervangt een oudere, houten, vuurtoren van 1879. Deze vuurtoren staat op de National Register of Historic Places en de Washington State Heritage Register.

## Point Wilson
In mei 1792 voer kapitein George Vancouver langs deze kust en gaf de plek haar naam. Point Wilson ligt aan de westelijke oever van de Admiralty Inlet die de Straat van Juan de Fuca verbindt met de Puget Sound. Point Wilson ligt iets ten noorden van het centrum van de plaats Port Townsend.

## Eerste vuurtoren
Op 20 juni 1878 maakte het Amerikaanse Congres $ 8.000 vrij voor de bouw van een vuurtoren en misthoorn bij Point Wilson. Dit was onvoldoende en later werd hieraan $ 12.000 toegevoegd. Het huis was gemaakt van hout, telde twee etages en op het dak was het licht geplaatst. De fresnellens kwam van Californië, de vuurtoren bij Point Bonita was overbodig geworden en de lens werd naar het noorden verscheept. In 1879 was het werk klaar. De eerste vuurtorenwachter was David Littlefield, van 1879 tot 1883, en hij kreeg een jaarsalaris van $ 800. In 1894 werd de lens vervangen, in plaats van continue wit licht werd deze iedere 20 seconden onderbroken door een rode flits.
Door zware stormen kalfde het strand voor de vuurtoren af. Het storten van stenen voor de vuurtoren vertraagde dit proces, maar maakte een definitieve oplossing op termijn noodzakelijk. Voor de introductie van elektriciteit in 1907 verbruikte de lamp zo’n 11 liter olie per nacht.

## Huidige vuurtoren
In 1913 werd het huis vervangen door de vuurtoren die er nu staat. Het huis, zonder licht, bleef nog staan als vuurwachterswoning. De nieuwe toren kwam iets ten oosten van de oude vuurtorenwoning te staan. Het werd gemaakt van beton en is 15 meter hoog. De achthoekige vorm maakte het beter bestand tegen de sterke wind. De fresnellens werd verplaatst van de oude naar de nieuwe locatie. Het licht van de vuurtoren reikt zo’n 30 kilometer. Het karakter van het licht werd veranderd in wit en rood licht dat iedere vijf seconden wisselt.
Tijdens de Tweede Wereldoorlog werd het licht gedoofd als onderdeel van de defensie van het naastgelegen Fort Worden, waar het hoofdkwartier van de Harbor Defense Command was gevestigd en om de toegang tot de Puget Sound voor vijandige schepen te bemoeilijken.
In 1976 werd de vuurtoren volledig geautomatiseerd. Het bestuurscentrum van de vuurtoren staat in Port Angeles. In de huizen bij de vuurtoren woont nu personeel van de Amerikaanse kustwacht.

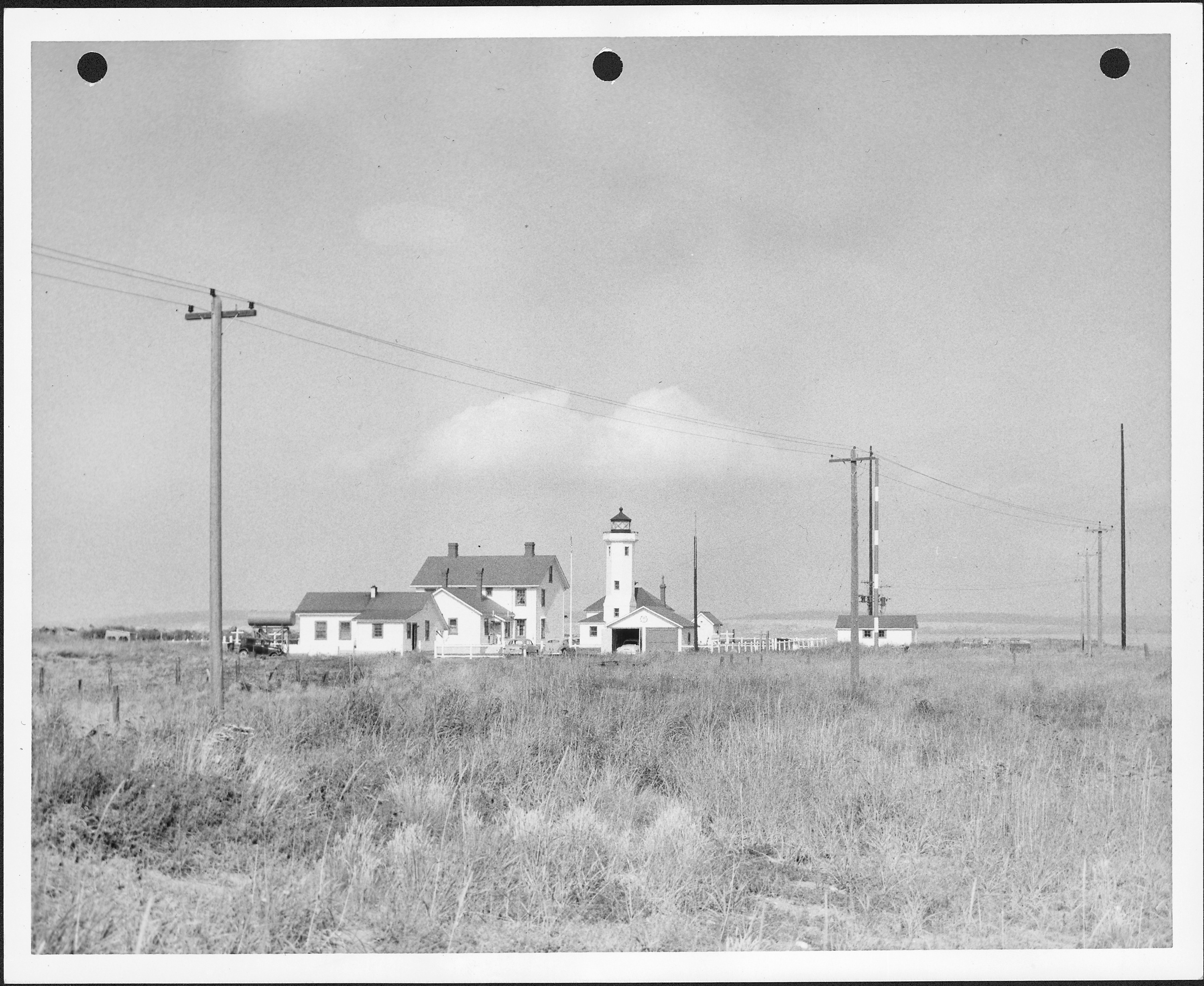
Circa 1943 – 1953
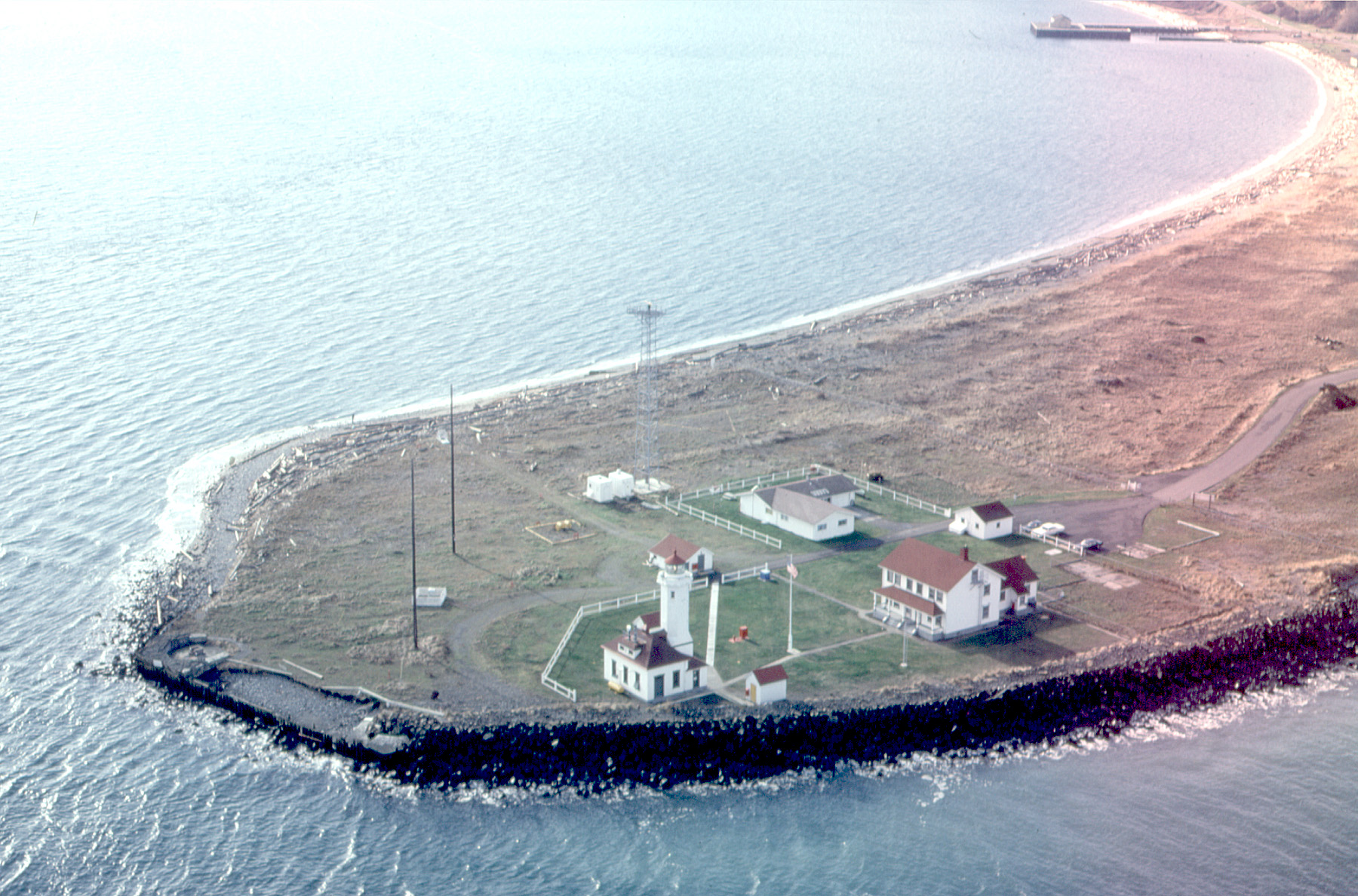
Point Wilson en de vuurtoren in 1999
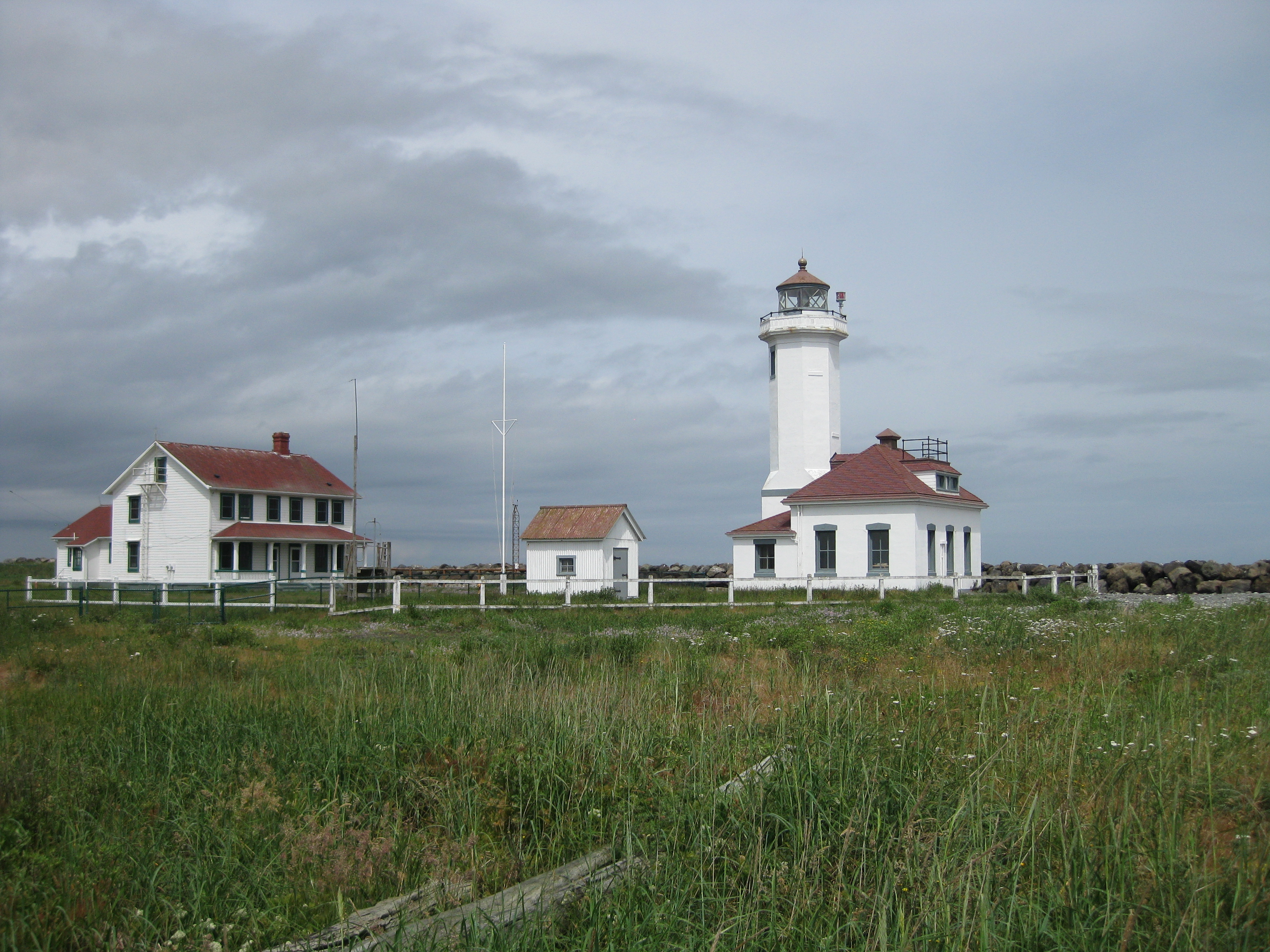
Vuurtoren en gebouwen

Aan de andere oever van de Admiralty Inlet staat de vuurtoren van Admiralty Head.